# Austin Bradford Hill
Austin Bradford Hill (ur. 8 lipca 1897 w Hampstead, Londyn, zm. 18 kwietnia 1991 
w Ulverston, Kumbria) – brytyjski epidemiolog i statystyk. Twórca kryteriów Bradforda Hilla. Był jednym z pionierów badań klinicznych (randomizowane kontrolowane badania kliniczne). Prowadząc badania wspólnie z Richardem Dollem odkrył związek pomiędzy paleniem tytoniu a występowaniem nowotworów i innych groźnych chorób. Wykazał skuteczność streptomycyny w leczeniu gruźlicy. Był laureatem Medalu Guya (1953).